# Áurea Campos
Áurea Campos, nome artístico de Áurea Souza Campos (Poços de Caldas, 23 de dezembro de 1919 - São Paulo, junho de 1998) foi uma atriz brasileira.

## Biografia
Áurea Campos nasceu em Poços de Caldas, interior de Minas Gerais, a 23 de dezembro de 1919. Começou sua carreira artística no Teatro Experimental do Negro, de Abdias Nascimento, em 1953, numa montagem de O Filho Pródigo, de Lúcio Cardoso. 
Já em 1957, vence o Prêmio Governador do Estado como revelação feminina no Teatro por sua atuação em  “O Mulato”. Após isso integra o Teatro de Arena, participando de espetáculos antológicos do teatro nacional, como "Morte e Vida  Severina". 
Faleceu reclusa em 1998, já afastada da vida artística.

## Filmografia

### Trabalhos no Cinema[3]
| Ano  | Título                          | Personagem  |
| ---- | ------------------------------- | ----------- |
| 1995 | As Feras                        | —           |
| 1982 | Escrava do Desejo               | Mariazinha  |
| 1982 | O Prazer do Sexo                | Consuelo    |
| 1980 | Os Amantes da Chuva             | —           |
| 1979 | Os Trombadinhas                 | Avó de Tião |
| 1978 | Damas do Prazer                 | —           |
| 1975 | A Casa das Tentações            | Bá          |
| 1975 | O Rei da Noite                  | Chica Boa   |
| 1974 | Mestiça, a Escrava Indomável    | Escrava     |
| 1972 | A Faca e o Rio                  | Dona Ana    |
| 1971 | Noite de Iemanjá                | Rezadeira   |
| 1969 | Memória de Helena               | Inês        |
| 1965 | A Hora e Vez de Augusto Matraga | Quitéria    |
| 1965 | Vereda da Salvação              | Germana     |

### Trabalhos na Televisão
| Ano  | Título                  | Personagem |
| ---- | ----------------------- | ---------- |
| 1983 | Acorrentada             | Ivone      |
| 1982 | O Tronco do Ipê         | Chica      |
| 1981 | O Fiel e a Pedra        | —          |
| 1972 | A Revolta dos Anjos     | Catarina   |
| 1971 | A Fábrica               | Olinda     |
| 1969 | Nino, o Italianinho     | Joana      |
| 1967 | A Intrusa               | —          |
| 1966 | Ciúme                   | Joana      |
| 1966 | Sangue Rebelde          | —          |
| 1965 | O Moço Loiro            | —          |
| 1964 | Prisioneiro de um Sonho | —          |

## Teatro[10]
- 1969 - Os Gigantes da Montanha
- 1964/1965 - Depois da Queda, direção de Flávio Rangel
- 1963 - Os Ossos do Barão, direção de Maurice Vaneau
- 1960 - Morte e Vida Severina, direção de Clemente Portella
- 1957 - O Mulato
- 1953 - O Filho Pródigo

## Prêmios e indicações
| Ano  | Associações                 | Categoria              | Nomeações | Resultado | Ref.  |
| ---- | --------------------------- | ---------------------- | --------- | --------- | ----- |
| 1957 | Prêmio Governador do Estado | Melhor Atriz Revelação | O Mulato  | Venceu    | [ 2 ] |